# Joseph Emm Seagram
Joseph Emm Seagram (15 de abril de 1841 – 18 de agosto de 1919) fue el fundador de destilería canadiense, político, filántropo,  y dueño importante de purasangre de carrera.

## Biografía

### Primeros años
Hijo de Octavius Augustus Seagram y Amelia Stiles, quién emigraron a Canadá de Wiltshire, Inglaterra en 1837, Joseph nació en Fisher Mills, ahora parte de Cambridge, Ontario. Sus padres mueren cuando era adolescente y por varios años, Joseph vivió en William Tassie escuela de abordaje (ahora Galt Instituto Colegial y Escuela Vocacional) en la ciudad de Galt (también ahora parte de Cambridge). Estudió un año en Bryant & Stratton universidad empresarial Universitaria en #Búfalo, Nueva York.

### Carrera
Regresó a casa donde trabajó por un tiempo como librero en un grist molino.
Más tarde, ofreció la oportunidad de dirigir un molino de harina en Waterloo, Ontario,  aprendiendo sobre el proceso de destilar, un pequeño aparte al negocio de harina de la compañía, utilizando stocks de grano extra para hacer alcohol. En 1869, cinco años después de unirse a la compañía, Joseph Seagram compró a uno de los tres socios de la empresa, entonces en 1883 devino dueño de porcentaje del centenar y lo rebautizó como Seagram.  Haciendo el whisky devenía la parte más importante del empresarial y Seagram construyó él a uno del país la mayoría de exitoso de su clase. Su 1907 creación, Seagram VO whisky, devenía el whisky canadiense que vende grande en el mundo.

### Muerte
Falleció en Waterloo en 1919. Sus herederos vendieron la compañía a Samuel Bronfman en 1928.